# هوازن
 هوازن قبيلة عربية قيسية مضرية عدنانية جاهلية وتعتبر إحدى أهم قبائل العرب، وأحد جماجم العرب، و تمتد منازل هوازن من بلاد نجد إلى الطائف بالحجاز ومنها زينب بنت خزيمة أحد أمهات المؤمنين، والمغيرة بن شعبة الثقفي.

## النسب
تنتسب هوازن الى مضر ثم الى قيس عيلان وهم ذرية :
- هوازن بن منصور بن عكرمة بن خصفة بن قيس عيلان بن مضر بن نزار بن معد بن عدنان، من ذرية قيدار بن إسماعيل بن إبراهيم.[8][9][10][11][12][13]
- وقيل: هوازن بن سعد بن منصور بن عكرمة بن خصفة بن قيس عيلان.[14][15]

|     |     |     |     |     |     |  |  | إبراهيم |        |        |        |        |        |  |  |      |      |      |      |      |      |  |  |  |  |
|     |     |     |     |     |     |  |  |         |        |        |        |        |        |  |  |      |      |      |      |      |      |  |  |  |  |
|     |     |     |     |     |     |  |  | إسماعيل |        |        |        |        |        |  |  |      |      |      |      |      |      |  |  |  |  |
|     |     |     |     |     |     |  |  |         |        |        |        |        |        |  |  |      |      |      |      |      |      |  |  |  |  |
|     |     |     |     |     |     |  |  | قيدار   |        |        |        |        |        |  |  |      |      |      |      |      |      |  |  |  |  |
|     |     |     |     |     |     |  |  |         |        |        |        |        |        |  |  |      |      |      |      |      |      |  |  |  |  |
|     |     |     |     |     |     |  |  | عدنان   |        |        |        |        |        |  |  |      |      |      |      |      |      |  |  |  |  |
|     |     |     |     |     |     |  |  |         |        |        |        |        |        |  |  |      |      |      |      |      |      |  |  |  |  |
|     |     |     |     |     |     |  |  | مضر     |        |        |        |        |        |  |  |      |      |      |      |      |      |  |  |  |  |
|     |     |     |     |     |     |  |  |         |        |        |        |        |        |  |  |      |      |      |      |      |      |  |  |  |  |
|     |     |     |     |     |     |  |  | قيس     |        |        |        |        |        |  |  |      |      |      |      |      |      |  |  |  |  |
|     |     |     |     |     |     |  |  |         |        |        |        |        |        |  |  |      |      |      |      |      |      |  |  |  |  |
|     |     |     |     |     |     |  |  | هوازن   |        |        |        |        |        |  |  |      |      |      |      |      |      |  |  |  |  |
|     |     |     |     |     |     |  |  |         |        |        |        |        |        |  |  |      |      |      |      |      |      |  |  |  |  |
|     |     |     |     |     |     |  |  |         |        |        |        |        |        |  |  |      |      |      |      |      |      |  |  |  |  |
| سعد | سعد | سعد | سعد | سعد | سعد |  |  | معاوية  | معاوية | معاوية | معاوية | معاوية | معاوية |  |  | منبه | منبه | منبه | منبه | منبه | منبه |  |  |  |  |

## التاريخ

### تمهيد
جاء الإسلام وقبيلة هوازن في أوج قوتها، وقد خرجت لتو من انتصار كبير في عدة أيام متتالية من حرب الفجار ماعدا يوم شرب الذي انتهى لمصلحة كنانة، وكان هذا من أسباب عدم انقيادها لهذا الدين الجديد، ولما سمعوا بفتح مكة على يد النبي صلى الله عليه وسلم وما تحقق له من النصر والتمكين علموا أنه سيقصدهم فأعدوا الحرب ضد الرسول صلى الله عليه وسلم وذلك في السنة الثامنة الهجري في غزوة حنين بأوطاس في الطائف، وكان قائدهم مالك بن عوف من بني نصر فالتفت هوازن حوله فحالفوه فانتصر جيش الرسول صلى الله عليه وسلم وغنم منهم غنائم كثيرة، فما لبثوا أن تحولوا من قبيلة معادية للإسلام إلى قبيلة مناصرة له، حتى توالت وفود زعمائها على الرسول صلى الله عليه وسلم معلنين دخولهم في هذا الدين الجديد، وقد فرح الرسول صلى الله عليه وسلم فرحا شديدا بقدوم وفود هوازن. ثم بعد ذلك وفي صدر الإسلام وحتى القرن الرابع الهجري انتشرت هوازن في الشام والعراق والمغرب العربي والأندلس ومصر وغيرها، وبقي منهم قبائل كثيرة في الجزيرة العربية.[بحاجة لمصدر]

### قبل الإسلام
كانت هوازن من البدو الرعاة الذين سكنوا السهوب بين مكة والمدينة. وعالية نجد, باستثناء قبيلة ثقيف الحضرية التي استقرت في مدينة الطائف. وابتداءً من عام 550م، أصبحت هوازن قبيلة تابعة لبني عبس من غطفان تحت قيادة الملك زهير بن جذيمة. عندما قُتل الأخير على يد أمير بني عامر بن صعصعة بعد بضع سنوات ، توقفت هوازن عن تكريمهم لغطفان. وقعت معارك وحروب متفرقة في السنوات التالية, غالبًا بين الجزء الأكبر من هوازن, بالتحالف مع بني سليم من جهة، والجزء الأكبر من غطفان من جهة أخرى.  في كثير من الأحيان ، كانت هناك نزاعات مسلحة بين بعض عشائر هوازن الفرعية, لا سيما بين بنو جشم وبنو فزارة . ودخلت هوازن كذلك في عدة معارك ضد جيرانها قبيلة هذيل ومن أيامهم يوم الرجيع ومعركة البوباة بقيادة مالك بن عوف وكذلك يوم ذؤيبة وغيرها ولم تنته حربهم حتى أتى الإسلام.
وخلال حرب الفجار في أواخر القرن السادس ، حاربت هوازن وجزء كبير من قيس، باستثناء بنو غطفان ولكن بما في ذلك بني عامر وبني محارب وبني سليم، ضد قبائل قريش وكنانة. اشتعلت الحرب بمقتل عروة الرحال من بني عامر على يد بلعاء بن قيس من كنانة بينما كان عروة يرافق قافلة من الحيرة إلى عكاظ خلال الأشهر الحُرم. اعتبر العرب الوثنيين هذا تدنيسًا للمقدسات، ومن هنا جاء اسم "حرب الفجار".  وقع هذا الحادث وسط حرب تجارية بين قريش بمكة وثقيف بالطائف. كان الأخرون من أقرباء وحلفاء هوازن.  استغرقت الحرب ثمانية أيام معركة حدثت على مدى أربع سنوات.
بعد سماع نبأ وفاة عروة, قامت هوازن بملاحقة راعي البراض القرشي حرب بن أمية وزعماءه الاخرين من عكاظ إلى نخلة. هُزمت قريش، لكن زعماء القبائل تمكنوا من الفرار إلى مكة. في العام التالي، انتصرت هوازن مرة أخرى على قريش وكنانة في شمظة بالقرب من عكاظ.  أصبح هذا الأخير موقعًا للمعركة خلال العام التالي، وانتصرت هوازن مرة أخرى نفس الأحزاب.  هزمت قريش وكنانة الهوازنيين في عكاظ أو موقع قريب يسمى شرب في رابع معركة في حرب الفجار، لكن هوازن تعافت من الاضرار، ووجهوا ضربة ضد قريش في حرة الحريرة شمال مكة في الاشتباك الخامس والأخير للحرب.  بعد ذلك، وقعت اشتباكات طفيفة قبل عقد السلام.

### عصر الإسلام
كان هناك اتصال ضئيل بين هوازن والنبي محمد ﷺ، الذي ينحدر من قبيلة قريش. ومع ذلك، كانت هناك علاقات جيدة بشكل عام مع بني عامر. كما إن مرضعة الرسول حليمة السعدية من قبيلة هوازن تحديدًا من بني سعد. بعد فتح مكة، سمع النبي أن مالك بن عوف النصري من بني نصر بن معاوية حشد قوة كبيرة من قبائل هوازن وثقيف بالقرب من مكة، مما هدد المدينة والمسلمين، ودفع المسلمين لمواجهة قوات مالك في معركة حنين عام 630 م. حيث فرت ثقيف إلى الطائف، لكن بقية هوازن هزموا وخسروا الكثير. ثم تصالح المسلمون مع هوازن بإعادة زوجة مالك بن عوف وأطفاله إليه، ومنحه هدية من الإبل والاعتراف برئاسته لهوازن وأسلمت هوازن.

## أقرب القبائل نسبا لهوازن
قبيلة بني سليم بن منصور وقبيلة مازن بن منصور وقبيلة محارب بن منصور.

## بطون هوازن

### بني سعد بن بكر بن هوازن
وهي القبيلة التي أسترضع فيها النبي صلى الله عليه وسلم من حليمة السعدية أحد مرضعات النبي صلى الله عليه وسلم،
وقد تفرق بنو سعد بن بكر  في عدة بلدان مثل: مصر  ، المغرب العربي، عمان، العراق والأندلس والشام وغيرها، وقال أبو العباس القلقشندي النسابة المعروف الذي عاصر القرن السابع والثامن هجري فقال «وقد افترق بنو سعد هؤلاء في الإسلام ولم يبق لهم حي فيطرق، إلا أن بأفريقية من بلاد المغرب فرقة بنواحي باجة يعسكرون مع جند السلطان».
ومن بطون بنو سعد: بنو جشم بن سعد، ومنهم زهير بن صرد السعدي الجشمي احد صحابة النبي وراوي للحديث، وأحد قادة بنو سعد في يوم حنين واسلم وحسن اسلامه. وبنو نصر بن سعد ومنهم حليمة السعدية، وعبد الملك بن عطية السعدي.
وقد بقي من بني سعد بن بكر جزء كبير في الجزيرة العربية في الطائف ونواحيها على قول عدد من النسابة، وعلى قول القبائل القاطنة في الطائف حتى يومنا هذا، والتي تذكر أنها تنتسب إلى بني سعد بن بكر.
ومن أخبارهم في السير، بعثت بنو سعد بن بكر ضمام بن ثعلبة وافداً إلى رسول الله صلى الله عليه وسلم، فقدم عليه وأناخ بعيره على باب المسجد، ثم عقله، ثم دخل إلى المسجد ورسول الله صلى الله عليه وسلم جالس في أصحابه. وكان ضمام رجلاً جلداً أشعر ذا غديرتين، فأقبل حتى وقف على رسول الله صلى الله عليه وسلم في أصحابه، فقال: أيكم ابن عبد المطلب قال: فقال رسول الله صلى الله عليه وسلم: أنا ابن عبد المطلب. قال: أمحمد؟ قال: نعم. قال: يا ابن عبد المطلب، إني سائلك ومغلظ عليك في المسألة، فلا تجدن في نفسك، قال: لا أجد في نفسي، فسل عما بدا لك. قال: أنشدك الله، إلهك وإله من كان قبلك، وإله من كائن بعدك، آلله بعثك إلينا رسولا؟ قال: اللهم نعم. قال: فأنشدك الله إلهك وإله من كان قبلك، وإله من هو كائن بعدك، آلله أمرك أن تأمرنا أن نعبده وحده لا نشرك به شيئا، وأن نخلع هذه الأنداد التي كان آباؤنا يعبدون معه؟ قال: اللهم نعم. قال: فأنشدك الله إلهك وإله من كان قبلك، وإله من هو كائن بعدك، آلله أمرك أن تصلى هذه الصلوات الخمس؟ قال: اللهم نعم. قال: ثم جعل يذكر فرائض الإسلام فريضة فريضة: الزكاة والصيام والحج وشرائع الإسلام كلها، ينشده عند كل فريضة منها كما ينشده في التي قبلها، حتى إذا فرغ، قال: فإني أشهد أن لا إله إلا الله وأشهد أن محمداً رسول الله، وسأؤدي هذه الفرائض، وأجتنب ما نهيتني عنه، ثم لا أزيد ولا أنقص، ثم انصرف إلى بعيره راجعاً. قال: فقال رسول الله صلى الله عليه وسلم: إن صدق ذو العقيصتين دخل الجنة.

### بني معاوية بن بكر بن هوازن
وقد اشتهر منهم بنو عامر بن صعصعة وبنو مرة بن صعصعة، ويعرفون بأمهم سلول بن ذهل بن شيبان، وبنو كعب حكام الدولة الكعبية او إمارة عربستان، وبنو عقيل حكام الدولة العصفورية والإمارة الجبرية، وبنو كلاب قوم الشاعر والفارس عامر بن الطفيل العامري.
واشتهر منهم أيضا بني جشم بن معاوية، ذكر القلقشندي فقال «وقد انتقل معظمهم إلى المغرب وهم الأزية ولم يبق بالسروات منهم إلا من ليس له صولة، ومنهم عثمان بن عبد الله بن ربيعة بن حبيب بن الحارث بن حبيب بن الحارث بن مالك بن خطيط بن جشم». وهم رهط دريد بن الصمة الشاعر والفارس الذي قيل لم يهزم في معركة،
وبنو نصر بن معاوية، وهم قوم الشاعر المخضرم مالك بن عوف النصري، الذي اسلم وحسن اسلامه وكان قائد هوازن في يوم حنين.

### بني عامر بن صعصعة بن معاوية
كان بنو هوازن كثيرو الترحال فقد كانوا يصيفون في الطائف لطيب هوائها وثمارها ويشتون في بلادهم من أرض نجد لسعتها وكثرة مراعيها.
كما كان بنو عامر في الجاهلية قوماً لا يدينون للملوك، بل هم كثيراً ما يعترضون للطائم النعمان ويغنمونها، وقد عرف العامريون بأنهم كانوا من الحمس لتشددهم في دينهم على مذهب قريش الذين يجتمعون معهم في مضر بن نزار. وكانوا من أكبر فروع هوازن، قال أبو عمرو بن العلاء: جاء الإسلام وأربعة احياء قد غلبوا على الناس كثرة، شيبان بن ثعلبة، وجشم بن بكر، وعامر بن صعصعة، وحنظلة بن مالك، فلما جاء الإسلام خمد حيان وطما حيان، طما بنو شيبان وعامر بن صعصعة، وخمد جشم وحنظلة.
يروي الصحابي عقبة بن عامر الجهني عن أبيه أن رسول الله قال في بني عامر: {أتينا رسول الله بالأبطح في قبة له حمراء فقال: من أنتم؟ قلنا: بنو عامر قال: مرحبا أنتم مني.
قال رسول الله: { اللهم اكفني عامرا واهد بني عامر } كما قال فيهم: { إنا كنا وأنتم في الجاهلية بني عبد مناف فنحن اليوم بنو عبد الله.

وبني عامر أخوالاً لعدة رجال من كبار قريش ومشاهيرهم مثل: عبد الله بن عباس أمه لبابة الكبرى بنت الحارث بن حزن العامرية، وخالد بن الوليد أمه لبابة الصغرى ابن حزن العامرية، وأبو سفيان زعيم قريش أمه صفية بنت حزن العامرية، كذلك آمنه بنت أبان العامرية تزوجها أمية بن عبد شمس من كبار قريش.
فقد أشتهر من بني هوازن بنو هلال وبنو ربيعه وبنو نمير فأما هلال فقد كان بنو هلال وبنو سليم مقيمين قبل ظهور الإسلام في نجد، وهذه المنطقة كثيرة الأودية والهضاب، وعرفت باعتدال مناخها وندرة أمطارها. وكان لبني هلال أيضا في الجاهلية سوق عكاظ في الطائف وكان لهم مران وهو قاعدتهم الرئيسية وتربه وعن تلك المواطن يتحدث ابن خلدون «كانت بطون هلال وسليم من مصر لم يزالوا بادين منذ الدولة العباسية، وكانوا أحياء ناجعة بمجالاتهم من فقر الحجاز بنجد: فبنو سليم مما يلي المدينة وبنو هلال في جبل غزوان عند الطائف وربما كانوا يطوفون رحلة الصيف والشتاء أطراف العراق والشام.».
وكانت قبائل بني هلال في اغلبها قبائل بدوية ظاعنة وتنتقل ما بين البصرة ومكة من ناحية، وما بين مكة ويثرب من ناحية أخرى ومن المعلوم عنها أنها كانت تدين بالوثنية في الجاهلية فبنو هلال يعبدون صنم ذو الخلصة مع خثعم وبجيلة القحطانية وفي عصر التغريبة الهلالية لم يبقى لبني هلال عدد في الجزيرة العربية. وأما بنو نمير فهم يعدون من جمرات العرب الثلاث، وهم بنو ضبه بن اد بن طابخه، وبنو الحارث بن كعب، وبنو نمير وهذا اللقب يطلق على القبيلة التي لم تحالف أحدا وكانوا يفتخرون بالانتماء إلى فرعهم، فإذا سئل أحدهم قال انا من بني نمير من باب الافتخار،
وأما بنو ربيعه بن عامر الذين منهم الفرعان المشهوران كعب وكلاب وهم الذين يعنيهم جرير في هجائه الراعي النميري:
وقد اشتهر من كعب بن ربيعه عقيل وجعده بالإضافة إلى قشير وغيرها، وكان من أبرز شخصيات بني عامر في هذه الفترة مجنون ليلى قيس بن الملوح وليلى العامرية، بالإضافة إلى الشاعرة ليلى الأخيلية.
وقد وفد بعض من بني كعب على الرسول في فترات متفاوتة فأسلموا وحسن إسلامهم، وكان يقطعهم الرسول شيئاً من الأرض أو المال أو نحو ذلك ترغيباً وتشجيعاً لهم وإحساناً إليهم فيرجعون دعاة إلى الإسلام وهداة إلى القرآن فعمهم الإسلام. وكان ممن وفد على رسول الله منهم: الرقاد بن عمرو بن ربيعة بن جعدة. فأسلم فأعطاه الرسول ضيعة بالفلج وكتب له كتاباً وبقي الكتاب عند بني جعدة.
كما وفد النابغة الجعدي الشاعر المشهور وقال أبياتاً منها: 
أما قشير فقد وفد بعضهم بعد غزوة حنين وقبل حجة الوداع، وكان أبرز من في الوفد ثور بن غزره بن عبد الله بن سلمة بن قشير، وقد أعلن إسلامه فأقطعه الرسول قطيعة وكتب له كتاباً، وكان مع ثور في وفد قشير: حيدة بن معاوية بن قشير وقرة بن هبيرة بن سلمة الخير بن قشير، وقد كسا النبي قرة برداً وولاة على صدقات قومه وعندما رجع قرة بعد وفادته على الرسول قال:
كما وفد بنو عقيل على الرسول وهم ربيع بن معاوية العقيلي ومطرف بن عبد الله وأنس بن قيس المنتفق، فبايعوا وأسلموا وقد أعطاهم الرسول العقيق، وكتب لهم بذلك كتاباً في أديم أحمر ونصه: «بسم الله الرحمن الرحيم هذا ما أعطى محمد رسول الله ربيعاً ومطرفاً وأنساً، أعطاهم العقيق ما أقاموا الصلاة وآتوا الزكاة وسمعوا وأطاعوا ولم يعطهم حقاً لمسلم»
وقد بقي هذا الكتاب عند مطرف، ثم وفد على الرسول لقيط بن عامر بن المنتفق بن عامر بن عقيل فأعطاه الرسول ماء يقال له النظيم، ثم وفد بعد ذلك الحصين بن المعلّى العقيلي وذو الجوشن الضبابي فأسلما،
وقد هاجرت قبيلة بني كعب منطقة نجد في القرن السادس الهجري ومنهم من ذهب إلى العراق وقد حكموا الأحواز (عرب جنوب غرب إيران) وكان آخر ملوكهم خزعل الكعبي الذي قتل من قبل حاكم الفرس في سنة 1925 بعد الاحتلال الفارسي وشمال المغرب الأدنى تونس بالقيروان وجبل الوسلاتية وقد أخبر عنهم ابن خلدون في المقدمة.
وأما كلاب فهم أخوه بني كعب كانت فيهم زعامة قبيلة هوازن قبل الإسلام وكانت مساكنهم في جنوب نجد على مشارف الحجاز ويقال إنهم ملكوا اليمامة بعد القرامطة ثم نزحوا شمالاً في العصر العباسي فوصلوا بادية الأردن والشام وظهر منهم بنو مرداس أصحاب الدولة المرداسية في شمال بلاد الشام قال ابن خلدون " كانت بلاد بني كلاب حمى ضريه والربذة في جهات المدينة وفدك والعوالي وحمى ضرية هي حمى كليب وائل، نباته: النضر تسمن عليه الخيل والإبل وحمى الربذة هو الذي أخرج عليه عثمان أبا ذر رضي الله عنهما ثم انتقل بنو كلاب إلى الشام فكان لهم في الجزيرة الفراتية صيت وملك وملكوا حلب وكثيراً من مدن الشام. تولى ذلك منهم بنو صالح بن مرادس.

### بنو قسي بن منبه وهم ثقيف
قبيلة ثقيف قبيلة مشهورة وضخمة شبه مستقلة عن هوازن من الجاهلية، كانت مساكنهم بالطائف والأودية المجاورة لها مثل وادي وج ووادي جفن ووادي ليه، حيث كان أعلاه لهم وأسفله لبني نصر بن معاوية، كما سكن بعضهم في معدن البرم بمجاوره قريش، وهي لا تكاد تختلف عن مساكنهم الحالية، ▪قسي بن منبه بن بكر بن هوازن ولكن الذي عليه أغلب المؤرخون المهتمين بالأنساب كابن الكلبي وأبن حزم والقلقشندي وغيرهم أنهم أبناء قسي بن منبه بن بكر بن هوازن، وقد يكون من الأسباب التي أدت إلی تشويه نسب هذه القبيلة ما يكنه المسلمون للحجاج بن يوسف الثقفي من كراهية لشدة تعسفه وقتله لسعيد بن جبير، ويذكر عبد الجبار منسي أن هذا هو النسب الذي يتمسك به معظم أبناء القبيلة وعليه بنيت عصبيتهم ومفاخرهم. ويؤيد هذا القول ما ذكره القرطبي أن الإجماع قد وقع علی أن ثقيف بن منبه في قيس عيلان.

## من أعلام وشخصيات هوازن
- زوجة النبي محمد أم المؤمنين زينب بنت خزيمة بن الحارث بن عبد الله بن عمر بن عبد مناف بن هلال بن عامر بن صعصعة بن معاوية بن بكر بن هوازن.
- زوجة النبي محمد أم المؤمنين ميمونة بنت الحارث بن حزن بن بجير بن هزم بن رؤيبة بن عبد الله بن هلال بن عامر بن صعصعة بن معاوية بن بكر بن هوازن.
- والدة النبي محمد بالرضاع حليمة السعدية وهي حليمة بنت عبد الله بن الحارث بن شجنة بن جابر بن رزام بن ناصرة بن بن فصية بن نصر بن سعد بن بكر بن هوازن.
- أخت النبي محمد من الرضاع: الشيماء بنت الحارث بن عبد العزى بن رفاعة بن ملان بن ناصرة بن فصية بن نصر بن سعد بن بكر بن هوازن.
- أخو النبي محمد من الرضاع: عبد الله بن الحارث بن عبد العزى بن رفاعة بن ملان بن ناصرة بن فصية بن نصر بن سعد بن بكر بن هوازن.
- أخت النبي محمد من الرضاع: أنيسة بنت الحارث بن عبد العزى بن رفاعة بن ملان بن ناصرة بن فصية بن نصر بن سعد بن بكر بن هوازن.
- زوجة علي بن أبي طالب ابن عم النبي محمد: أم البنين فاطمة بنت حزام الكلابية بن خالد بن ربيعة بن الوحيد بن كعب بن عامر بن كلاب بن ربيعة بن عامر بن صعصعة بن معاوية بن بكر بن هوازن.
- الشاعر زهير بن صرد السعدي الهوازني ولشعره عفا رسول الله عن أسرى هوازن بعد معركة حنين
- الصحابي قبيصة بن المخارق بن عبد الله بن ضداد بن ربيعة بن نهيك بن هلال بن عامر بن صعصعة بن معاوية بن بكر بن هوازن.
- الفقيه مسعر بن كدام بن ظهير بن عبيدة بن الحارث بن هلال بن عامر بن صعصعة بن معاوية بن بكر بن هوازن
- الصحابي قردة بن نفاثة بن عمرو بن ثوابة بن عبد الله بن تميمة بن عمرو بن مرة بن صعصعة بن معاوية بن بكر بن هوازن السلولي الهوازني.
- لبابة الكبرى بنت الحارث بن حزن بن البجير بن الهزم بن رؤيبة بن عبيد الله بن هلال بن عامر بن صعصعة بن معاوية بن بكر بن هوازن.
- لبابة الصغرى بن حزن بن البجير بن الهزم بن رؤيبة بن عبيد الله بن هلال بن عامر بن صعصعة بن معاوية بن بكر بن هوازن.
- صفية بنت حزن بن بجير بن الهزم بن رويبة بن عبد الله بن هلال بن عامر بن صعصعة بن معاوية بن بكر بن هوازن
- الفارس دريد بن الصمة بن الحارث بن معاوية بكر بن علقمة بن جداعة [51] بن غزية بن جشم بن معاوية[52][53] بن بكر بن هوازن.
- الفارس أبو زيد الهلالي الهوازني واسمه سلامة بن رزق بن نائل من بني شعيثة بن الهزم بن رؤيبة بن عبد الله بن هلال بن عامر بن صعصعة بن معاوية بن بكر بن هوازن
- الشاعر حميد بن ثور بن عَبْد اللَّهِ بن عامر بن أبي ربيعة بن نهيك بن هلال بن عامر بن صعصعة بن معاوية بن بكر بن هوازن.
- مجنون ليلى قيس بن الملوح بن مزاحم بن عدس بن ربيعة بن جعده بن كعب بن ربيعة بن عامر بن صعصعة بن معاوية بن بكر بن هوازن.
- الشاعر عامر بن الطفيل بن مالك بن جعفر بن كلاب بن ربيعة بن عامر بن صعصعة بن معاوية بن بكر بن هوازن
- الشاعر لبيد بن ربيعة بن مالك بن جعفر بن كلاب بن ربيعة بن عامر بن صعصعة بن معاوية بن بكر بن هوازن
- النابغة الجعدي واسمه عبد الله بن قيس بن عُدس بن جعْدَة بن كعب بن ربيعة بن عامر بن صعصعة بن معاوية بن بكر بن هوازن.
- ليلى الأخيلية واسمها ليلى بنت عبد الله بن الرحال بن شداد بن كعب بن معاوية الأخيل بن عبادة بن عقيل بن كعب بن ربيعة بن عامر بن صعصعة بن معاوية بن بكر بن هوازن
- الصحابي عروة بن مسعود الثقفي وهو عروة بن مسعود بن معتب بن مالك بن كعب بن عمرو بن سعد بن عوف بن ثقيف بن منبه بن بكر هوازن.
- الوالي الحجاج بن يوسف الثقفي وهو الحجاج بن يوسف بن الحكم بن أبي عقيل بن مسعود بن عامر بن معتب بن مالك بن كعب بن عمرو بن سعد بن عوف بن ثقيف بن منبه بن بكر بن هوازن.
- الصحابي المغيرة بن شعبة بن أبي عامر بن مسعود بن معتب بن مالك بن كعب بن عمرو بن سعد بن عوف بن ثقيف بن منبه بن بكر هوازن أحد دهاة العرب.
- القائد محمد بن القاسم بن الحكم بن أبي عقيل بن مسعود بن عامر بن معتب بن مالك بن كعب بن عمرو بن سعد بن عوف بن ثقيف بن منبه بن بكر بن هوازن.
- جدات النبي محمد من قبيلة هوازن.
- فاطمة بنت عبدالله بن رزاح بن ربيعة بن جحوش بن معاوية بن بكر بن هوازن (الجدة الثالثة من جهة أبيه عبد الله) ذكرها النبي مع الفواطم من جداته.
- عاتكة بنت عمرو بن عوف بن ثقيف بن هوازن (الجدة الثالثة من جهة أمه أمنة).
- هند بنت يربوع بن ناضرة بن جشم بن ثقيف بن هوازن (الجدة السادسة من جهة أمه أمنة).
- هند بنت هلال بن عامر بن صعصعة بن معاوية بن بكر بن هوازن (الجدة الثامنة من جهة أمه أمنة).
- ماوية بنت حوزة بن عمرو بن مره بن صعصعة بن معاوية بن بكر بن هوازن (الجدة السابعة من جهة أبيه عبد الله)
- زفر بن الحارث الكلابي
- اسحاق بن مسلم العقيلي
- سعيد بن عمرو الحرشي
- مسلم بن الحجاج القشيري
- الصميل بن حاتم الكلابي
- شمر بن ذي الجوشن الكلابي
- بلج بن بشر القشيري
- كلثوم بن عياض القشيري
- عبيد الله بن الحبحاب السلولي
- توبة بن الحمير العقيلي
- أمية بن أبي الصلت الثقفي
- أبو محجن الثقفي
- أبي عبيد الثقفي
- عثمان بن أبي العاص الثقفي
- الحر بن عبد الرحمن الثقفي
- الحارث بن كلدة الثقفي
- نباتة بن حنظلة الكلابي
- الضحاك بن سفيان الكلابي
- أيوب بن القرية الهلالي
- جبار بن سلمى الكلابي
- زياد النميري
- الراعي النميري
- المختار بن أبي عبيد الثقفي
- ابن تيمية النميري
- غيلان بن سلمة الثقفي
- ملاعب الاسنة
- أبراهيم بن عاصم العقيلي
- تميم بن مقبل العامري
- عبدالرحمن بن نعيم
- النضر بن سعيد
- أربد بن قيس الكلابي
- علقمة بن علاثة العامري
- عبدالله بن الطفيل الكلابي
- أبو زياد الكلابي
- عقبة بن الحجاج السلولي

## ديار قبيلة هوازن
هوازن قبائل كثيرة العدد أغلبها يقيم في نجد والحجاز والخليج العربي، ومنهم ثقيف وبنو نصر وبنو سعد في الطائف وبنو عامر بن صعصعة (بنو قشير وبنو جعدة) في نجد وبنو هلال في البحرين ومنهم من دخل في حلف العتوب، وتقيم بطون من بنو نمير وبنو كلاب في الشام، وأيضا بعض العوائل من بطون بنو هلال مثل بنو بعجة وبنو فروة تقيم في شمال افريقيا أو ما يعرف بالمغرب العربي بعد التغريبة الهلالية في القرن الخامس الهجري، وقد هاجر بعضهم لاحقاً إلى كل من الكويت والبحرين وقطر والعراق والأحواز والشام وغيرها، وبقي البعض في مواطنهم شمال الطائف من الحجاز، في شبه الجزيرة العربية التي هي موطنهم الأصلي . وانتقل بعضهم الى نجد
وفي الأندلس فكان منهم بنو جودي السعديون الهوازنيون، وقد كانت ديارهم بغرناطة وجزء بإشبيلية.
و هم يشكلون نسبة كبيرة من عرب الجزائر والمغرب، وفي المغرب ينتشرون في السهول الغربية على امتداد الساحل الأطلسي في مناطق الحوز والغرب والشاوية ودكالة وعبدة، وكذلك في الشمال الشرقي رفقة العرب العدنانية الأخرى والقحطانية.

## قبائل من نسل هوازن
- سبيع
- السهول
- عتيبة
- بنو عقيل
- بنو هلال
- بنو كلاب
- قشير
- ثقيف
- الشرابية
- بني غانم